# 蔡清祥
蔡清祥（1953年1月15日—），中華民國政治人物，曾任法務部部長，司法官訓練所第20期結業。畢業於東吳大學法律系、中國文化大學法律研究所法學碩士、國立臺灣大學管理學院公共管理碩士，亦曾於美國哈佛大學法學院進修。已婚育有一子。喜好棒球，士林地檢署檢察長任內成立士林地檢署壘球隊。

## 生平
蔡清祥係臺灣花蓮地方檢察署主任檢察官任內曾參與偵辦中國國民黨魏木村及魏東河（橫跨中國國民黨與民主進步黨之臺灣地方派系）1992年花蓮縣立法委員選舉集體作票事件，為國民黨候選人作票遭判刑入獄且當選無效的首例。
1985年至1987年蔡清祥任臺灣臺北地方檢察署「愛股」檢察官，後曾任臺灣士林地方檢察署檢察長、臺灣桃園地方檢察署檢察長、臺灣基隆地方檢察署檢察長、臺灣苗栗地方檢察署檢察長、福建金門地方檢察署檢察長、臺灣高等檢察署檢察官、最高檢察署主任檢察官、法務部檢察司司長、法務部主任秘書、法務部法醫研究所所長、法務部常務次長、法務部司法官學院院長。
1990年到2002年臺灣申請加入世界貿易組織（WTO）期間，蔡清祥被法務部派去經濟部國際貿易局協助時任談判人員的蔡英文斡旋。
2016年8月，蔡清祥獲蔡英文政府拔擢為首位檢察官出身的法務部調查局局長。任內調查局曾研擬《國家保防工作法草案》，被外界批評「人二室復活」，事後遭行政院打回票。任內指揮監督偵查中共間諜嫌犯周泓旭案與王炳忠案。

2018年7月，蔡清祥出任賴清德內閣的法務部部長，為繼廖正豪後第二位調查局長出任法務部長；同年8月，蔡清祥批准死囚李宏基執行死刑，是蔡政府時期首例執行死刑。
2020年4月1日，蔡清祥批准死囚翁仁賢執行死刑。

## 相關事件

### 提議書記官擔任檢察官助理
2022年2月，蔡表示：「設置檢察官助理關係修法，緩不濟急，且現在有檢察事務官，若輔助人力切割太細，反而效果不彰，但可提升書記官待遇、職等及專業能力，擔任助理協助辦案，也是可行之路。」有認為檢方書記官工作繁重的網民就其發言質疑，法務部若真的讓檢方書記官擔任檢察官工作，會不會使檢方書記官出走、離職。

### 對於網軍的立場
2021年12月9日，立法院司法及法制委員會邀集法務部等單位舉辦「網軍亂台及名嘴辦案的國安危機」專題報告，民進黨立委江永昌質詢蔡清祥，如何定義網軍；蔡清祥答：「互联网不是法務部管的。」

## 外部連結
- 部長簡介-法務部 （页面存档备份，存于）

| 中華民國政府職務 | 中華民國政府職務                                      | 中華民國政府職務                   |
| ---------------- | ----------------------------------------------------- | ---------------------------------- |
| 行政院           |                                                       |                                    |
| 前任： 汪忠一    | 法務部調查局局長 第十五任 2016年8月5日－2018年7月15日 | 繼任： 林玲蘭（代理） 正任：呂文忠 |
| 前任： 邱太三    | 法務部部長 第十五任 2018年7月16日－2024年5月20日      | 繼任： 鄭銘謙                      |